# Bryce (berg)
Bryce is een berg in de zuidwesthoek van het Columbia-ijsveld in de provincie British Columbia (dicht bij de grens met Alberta) in Canada. De berg is te zien vanaf de Icefields Parkway.
De berg kreeg zijn naam in 1898 van J. Norman Collie die hem vernoemde naar Viscount James Bryce, de toenmalige voorzitter van de Alpine Club in Londen.

## Routes
- North-East Ridge - Bryce Traverse, graad IV, YDS 5,6
- North Face, graad IV, YDS 5,7

De berg wordt zelden beklommen vanwege zijn moeilijke toegankelijkheid.